# Нетерплячий Вівек
Нетерплячий Вівек — комедійний фільм 2011 року.

## Сюжет
Головний герой Вівек, якого люди називали Нетерплячий Вівек безнадійно закохується в головну героїню Шруті серед мальовничих пейзажів Ґоа.